# Рок-Рапідс (Айова)
Рок-Рапідс (англ. Rock Rapids) — місто (англ. city) в США, в окрузі Лайон штату Айова. Населення — 2611 особа (2020).

## Географія
Рок-Рапідс розташований за координатами 43°25′33″ пн. ш. 96°9′57″ зх. д. / 43.42583° пн. ш. 96.16583° зх. д. (43.425891, -96.165728).  За даними Бюро перепису населення США в 2010 році місто мало площу 10,25 км², уся площа — суходіл. В 2017 році площа становила 11,00 км², з яких 10,98 км² — суходіл та 0,02 км² — водойми.

## Демографія
Згідно з переписом 2010 року, у місті мешкало 2549 осіб у 1083 домогосподарствах у складі 689 родин. Густота населення становила 249 осіб/км².  Було 1207 помешкань (118/км²).
Расовий склад населення:
| - 98,2 % — білих - 0,2 % — чорних або афроамериканців - 0,1 % — корінних американців - 0,1 % — азіатів |

До двох чи більше рас належало 0,6 %. Частка іспаномовних становила 1,8 % від усіх жителів.
За віковим діапазоном населення розподілялося таким чином: 24,4 % — особи молодші 18 років, 53,7 % — особи у віці 18—64 років, 21,9 % — особи у віці 65 років та старші. Медіана віку мешканця становила 42,1 року. На 100 осіб жіночої статі у місті припадало 89,0 чоловіків;  на 100 жінок у віці від 18 років та старших — 82,6 чоловіків також старших 18 років.
Середній дохід на одне домашнє господарство  становив 63 734 долари США (медіана — 54 583), а середній дохід на одну сім'ю — 78 341 долар (медіана — 70 417). За межею бідності перебувало 8,4 % осіб, у тому числі 11,3 % дітей у віці до 18 років та 11,4 % осіб у віці 65 років та старших.
Цивільне працевлаштоване населення становило 1360 осіб. Основні галузі зайнятості: освіта, охорона здоров'я та соціальна допомога — 20,1 %, виробництво — 14,3 %, роздрібна торгівля — 9,6 %, науковці, спеціалісти, менеджери — 8,8 %.